# Stade IGA
Vous pouvez aider à l'améliorer ou bien discuter des problèmes sur sa page de discussion.
- Il ne cite pas suffisamment ses sources. Vous pouvez indiquer les passages à sourcer avec {{référence nécessaire}} ou {{Référence souhaitée}}, et inclure les références utiles en les liant aux notes de bas de page. (Marqué depuis mars 2024)
- Il ne s’appuie pas, ou pas assez, sur des sources secondaires ou tertiaires. (Marqué depuis mars 2024)

- Archive Wikiwix
- Bing
- Cairn
- DuckDuckGo
- E. Universalis
- Gallica
- Google
- G. Books
- G. News
- G. Scholar
- Persée
- Qwant
- (zh) Baidu
- (ru) Yandex
- (wd) trouver des œuvres sur Wikidata

Le stade IGA est un stade de tennis situé à Montréal, au Québec (Canada). Il héberge aussi centre national d’entraînement, de développement et de compétitions, un centre de certification d’entraîneurs et d’arbitres, une installation de tennis accessible au public et un centre multifonctionnel.
Il est situé dans le parc Jarry, à Montréal.

## Nom
À son ouverture, le stade porte le nom de « Stade Du Maurier », d'après une marque de cigarette. L'interdiction de la commandite par des cigarettiers en 2004 force Tennis Canada à trouver un nouveau commanditaire. Le stade change de nom pour « Stade Uniprix » en 2004. Le 16 avril 2018, Tennis Canada a annoncé un changement du nom du stade pour devenir stade IGA, à la suite d’une nouvelle commandite du groupe alimentaire.
Le stade encore nommé « stade Jarry » dans la langue populaire.

## Histoire
Le stade a été construit à l'emplacement de l'ancien stade Jarry, un stade de baseball.
Le stade comprend 28 courts de tennis de surface dure qui se divisent de la façon suivante : un court central extérieur d'une capacité de 11 500 spectateurs, le court extérieur Banque Nationale d'une capacité de 4 500 spectateurs, 11 autres courts extérieurs et douze courts intérieurs. De plus, en 2011, quatre courts de terre battue couverts ont été ajoutés sur le toit du stade IGA. Tous les terrains extérieurs sont notamment utilisés lors de l'Omnium Banque Nationale.

## Compétitions
Le stade accueille entre autres l'Omnium Banque Nationale. Chaque année au début du mois d'août, il présente le tournoi qui, alternativement, accueille les joueuses les années impaires et les joueurs les années paires.

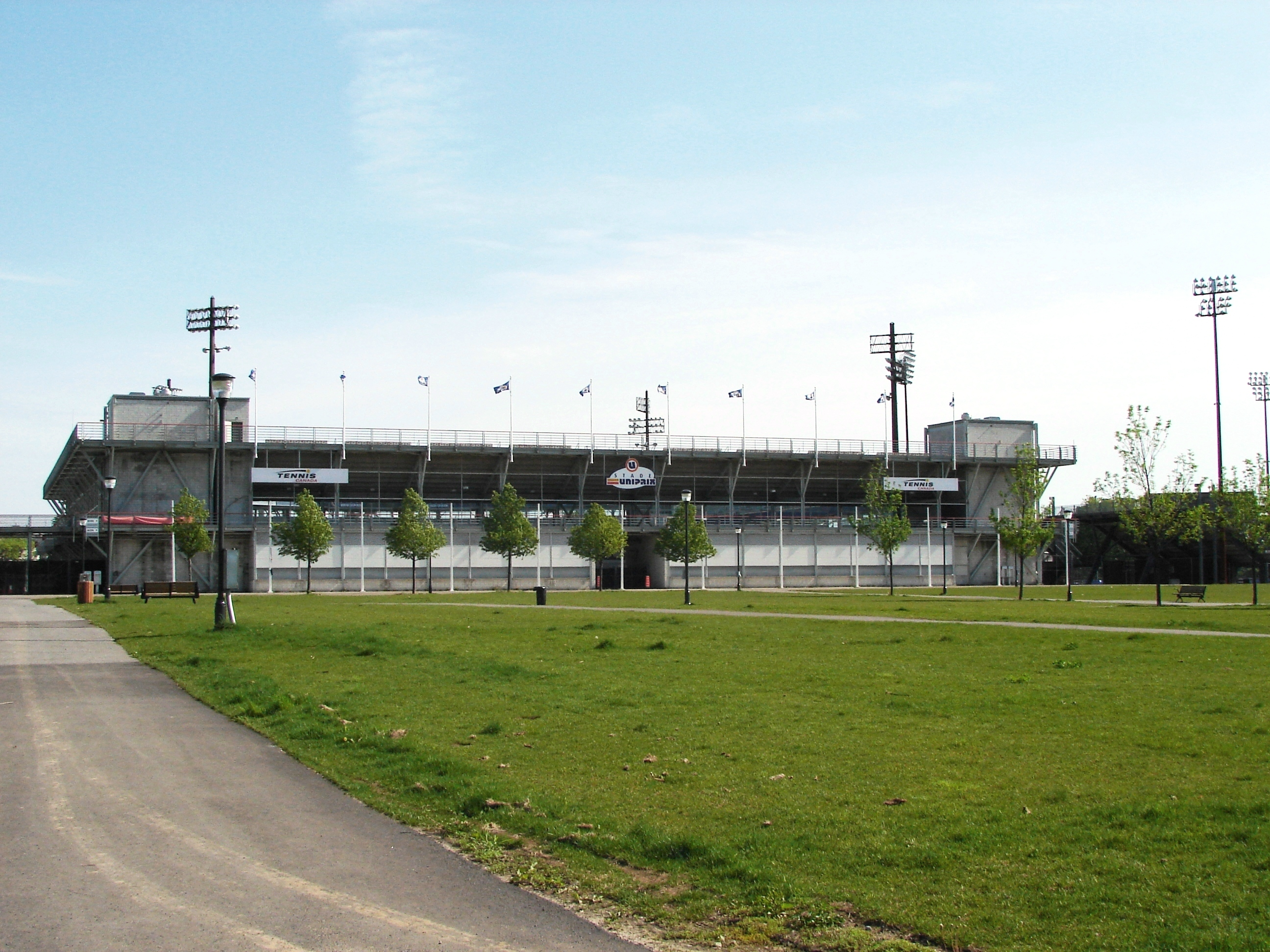
Stade IGA vu de l'extérieur.
Ancien logo avec l'ancien nom du stade.